# Електронно сродство
Електронното сродство (електроафинитет) се обозначава с латинската буква A. Това е енергията, която характеризира приемането на електрон от атома в основно състояние. Измерва се в джаули (J) или електронволта (eV).

## Същност
При присъединяването на един електрон към основното състояние на някой атом се отделя енергия. При присъединяване на два, три или повече – се поглъща енергия:
S + e- → S- – отделя се енергия А1
S- + e- → S2- – поглъща се енергия А2
Общата енергия на процеса:
S + 2e- → S2-
е сума от енергиите от двата процеса:
A = А1 + А2

## Изменение на електронното сродство

### Изменение по групи
Електронното сродство, с увеличаване на поредния номер по групи, намалява, защото атомния радиус се увеличава.

### Изменение по периоди
Електронното сродство, с увеличаване на поредния номер по периоди, се увеличава, защото атомния радиус намалява.